# Frank Verner
Frank Verner (eigentlich William Franklyn Verner; * 24. Juni 1883 in Grundy County, Illinois; † 1. Juli 1966 in Pinckney, Michigan) war ein US-amerikanischer Mittel- und Langstreckenläufer, der 1904 zwei olympische Silbermedaillen gewann.

## Leben
Verner besuchte seit 1903 die Purdue University und fiel dort als guter Läufer auf. Bereits im ersten Jahr stellte er im Meilenlauf einen Hausrekord auf. Auch bei den üblichen Wettkämpfen zwischen den einzelnen Universitäten rief er in den Reihen der etablierten Läufer durch gute Leistungen Aufmerksamkeit hervor. Für die Olympischen Spiele 1904 in St. Louis gab es in den USA noch keine Ausscheidungswettkämpfe, die Athleten wurden überwiegend von den namhaftesten Sportvereinen und Universitäten vorgeschlagen. Verner wurde Mitglied der Chicago Athletic Association und gehörte zu den auserwählten Teilnehmern für die Olympischen Spiele.
Erster Wettbewerb für Verner in St. Louis war der Hindernislauf über 2590 Meter auf der Bahn, der in einem Lauf mit sieben Athleten, von denen sechs aus den Vereinigten Staaten kamen, ausgetragen wurde. Verner spielte bei der Entscheidung keine Rolle und belegte den vierten Platz, wobei der Rückstand auf den Drittplatzierten nicht festgehalten wurde. Drei Tage später startete Verner im 800-Meter-Lauf, der ebenfalls in einem einzigen Lauf mit 13 Athleten ausgetragen wurde. Auch hier war Verner zu keiner Zeit in der Lage, in den Kampf um die ersten Plätze einzugreifen, und wurde Sechster.
Weitere zwei Tage später stand der 1500-Meter-Lauf auf dem Programm. Neun Athleten standen im einzig entscheidenden Lauf am Start, sieben von ihnen kamen aus den Vereinigten Staaten. Diesmal gehörte Verner von Beginn an zu den drei führenden Läufern, am Schluss konnte er gegen den Endspurt des bei diesen Spielen überragenden James Lightbody jedoch nichts ausrichten und belegte den zweiten Platz.
Am selben Tag fand als letzter Wettbewerb der Leichtathletik ein Mannschaftslauf über 4 Meilen statt, bei dem es sich eigentlich um einen Städtekampf zwischen Läufern aus Chicago und New York City handelte. Die Läufer aus Chicago wurden als Mannschaft der Chicago Athletic Association angekündigt. Es wurde ein Lauf ausgetragen, an dem zehn Läufer (fünf für jede Mannschaft) teilnahmen. Die Mannschaftswertung erfolgte nach Platzziffern (Platz 1 = 1 Punkt; Platz 2 = 2 Punkte etc.). Verner startete für die Chicago Athletic Association und belegte von allen zehn Läufern einen hervorragenden dritten Platz hinter dem Sieger Arthur Newton aus New York und seinem Teamkameraden James Lightbody. Seine Mannschaft verlor jedoch die Wertung gegen das Team des New York Athletic Club, statistisch belegte man trotz der Niederlage den zweiten Platz, denn weitere Mannschaften waren nicht am Start.
Nach den Olympischen Spielen hatte Verner eine Reihe weiterer beachtlicher Erfolge aufzuweisen, insbesondere den Gewinn des US-amerikanischen Meistertitels des Jahres 1905 im Lauf über fünf Meilen. Bei Wettkämpfen der Big Ten Conference stellte er neue Rekorde für seine Universität und den Bundesstaat Indiana über 880 Yards und 1 Meile auf.
1906 stand Verner auf der Vorschlagsliste für die Olympischen Zwischenspiele 1906 in Athen. Verner verzichtete jedoch auf eine Teilnahme, lieber wollte er in seinem letzten Jahr auf der Purdue University sein Team unterstützen und sich auf seinen Abschluss vorbereiten. Im selben Jahr graduierte er noch zum Maschinenbauingenieur.
Verner beendete danach seine sportliche Karriere und konzentrierte sich auf seinen Beruf. 1908 ging er als Dozent an die University of Michigan, wo er Darstellende Geometrie und Technisches Zeichnen unterrichtete, von 1910 bis 1912 lehrte er schließlich den klassischen Maschinenbau. Nach Ende seiner Lehrtätigkeit nahm er eine Stellung im Schatzamt für das Washtenaw County in Ann Arbor an.

## Platzierungen bei Olympischen Spielen
- III. Olympische Spiele 1904, St. Louis
  - 1500 m – Silber mit 4:06,8 min (Gold an James Lightbody aus den USA mit 4:05,4 min; Bronze an Lacey Hearn aus den USA)
  - 4 Meilen Mannschaft – Silber mit der Mannschaft Chicago Athletic Association (Gold an New York Athletic Club)
  - 2590 m Hindernislauf – vierter Platz (Gold an James Lightbody aus den USA mit 7:39,6 min)
  - 800 m – sechster Platz (Gold an James Lightbody aus den USA mit 1:56,0 min)